# Імерсивний театр
Імерсивний театр (англ. Immersive theater) — одна з популярних форм сучасного інтерактивного театру, де глядача намагаються «занурити» в події, що розгортаються на сцені під час вистави.
Імерсивний театр відрізняється від традиційного тим, що прибирає сцену та занурює публіку безпосередньо в гру акторів вистави. Часто це досягається за рахунок використання певного місця — історично-значущої архітектури, або масштабних декорацій, що дозволяє глядачам спілкуватися з акторами та взаємодіяти з їх оточенням (інтерактивно), тим самим руйнуючи четверту стіну.
При цьому імерсивний театр та інтерактивний театр не обов'язково є синонімами: імерсивний театр може не мати жодних інтерактивних елементів, а інтерактивний театр може не мати імерсивності.
Сучасні форми імерсивного театру мають широкий спектр визначень, що ґрунтуються на ступені та типі взаємодії між акторами та глядачами. При цьому в театральному середовищі досі точаться серйозні суперечки з приводу даних визначень взаємодії, в основі яких лежать такі концепції, як участь глядачів та їх вплив на перебіг вистави, соціальні конструкції та ролі, а також ступінь залученості. Хоча багато критиків стверджують, що будь-яке мистецтво включає певний рівень співпраці між його творцем та його глядачем, імерсивний театр відрізняється тим, що від глядачів очікується, що вони відіграватимуть певну активну роль у творчому процесі спектаклю.
При цьому імерсивний театр може мати різний ступінь залучення глядацької аудиторії: від спостереження за грою акторів до впливу на хід дії вистави і кінцевого сюжету.

## Ключові відмінності
У якості ключових відмінностей імерсивного театру від класичного виділяють три основні моменти:
1. Відсутність бар'єру між глядачами та акторами.
2. Залучення глядачів до вистави.
3. Відсутність між глядачами та акторами будь-яких технічних чи конструкційних споруд.

Частим способом занурення глядача в дію, що розгортається, досягається за рахунок використання поліхронічної розповіді. При такому типі оповіді учасник не грає головної ролі, але при цьому йому наперед визначені постановкою моменти, надається можливість виконати будь-які дії — пересування, розмови. Ці моменти не впливають на розповідь, але мають більший вплив на учасника.
Ще один спосіб досягти занурення — використання звернення на «ти» до глядачів. Такий прийом дозволяє пов'язати глядачів із призначеною роллю у виставі, розмиваючи межі реальності. Також такий прийом допускає деяку двозначність, так як вік, стать, професія і т. д. глядача залишаються поза увагою.
Для створення необхідного оточення в імерсивних уявленнях використовуються різні типи обстановки — від великих багаторівневих будівель до відкритих майданчиків.
Це дозволяє посилити залучення глядачів до вистави. Всередині різних персоналізованих просторів публіка може переходити з кімнати в кімнату, а в деяких іммерсивних постановках інтер'єри можуть бути розташовані на різних рівнях, кожна кімната може бути зовсім іншою. Кімнати можуть бути темними, світлими, барвистими, холодними, теплими, ароматними та захаращеними меблями та речами, щоб створити необхідну атмосферу.

## Історія
Основоположником жанру вважається британська театральна група Punchdrunk, творці вистави «Sleep No More» (2003) —імерсивної версії твору «Макбет» Вільяма Шекспіра в обстановці нуару 1930-х років, яка мала посилання на судові процеси над відьмами Пейслі 1967 року.
На початку постановки гості входять до готелю через великі двостулкові двері без розпізнавальних знаків та проходять темним коридором, де перевіряють свої пальта та сумки. Називаючи своє ім'я на стійці реєстрації, вони отримують гральну карту, яку використовують у якості квитка, після чого їх проводять нагору в лабіринт. Виходячи з нього, вони опиняються в яскравому, декорованому джаз-барі готелю 1930-х років Manderley, який повністю функціонує. Згодом призначаються номери, які відповідають карткам гостя. Вони отримують свої маски і вирушають до вантажного ліфта, де починається їхня подорож по п'яти поверхах.
З цього періоду імерсивний театр, як окремий напрямок у театральному мистецтві, починає набирати світової популярності.